# Бандити, Франческо Мария
Франческо Мария Бандити (итал. Francesco Maria Banditi; 8 сентября 1706, Римини, Папская область — 27 января 1796, Беневенто, Папская область) — итальянский куриальный кардинал и театинец. Епископ Корнето и Монтефьясконе с 30 марта 1772 по 26 мая 1775. Администратор Корнето и Монтефьясконе с 28 мая по декабрь 1775. Архиепископ Беневенто с 29 мая 1775 по 27 января 1796. Кардинал in pectore c 17 июля по 13 ноября 1775. Кардинал-священник с 13 ноября 1775, с титулом церкви Сан-Кризогоно с 18 декабря 1775 по 27 января 1796.